# Воронцов, Тимофей Фролович
Тимофей Фролович Воронцов (27 февраля 1907, деревня Погори, Рязанская губерния — 26 января 1991, Москва) — офицер стратегической разведки ГРУ, участник Великой Отечественной войны, гвардии генерал-майор (1945) Красной Армии; преподаватель Высшей Разведывательной школы.

## Биография

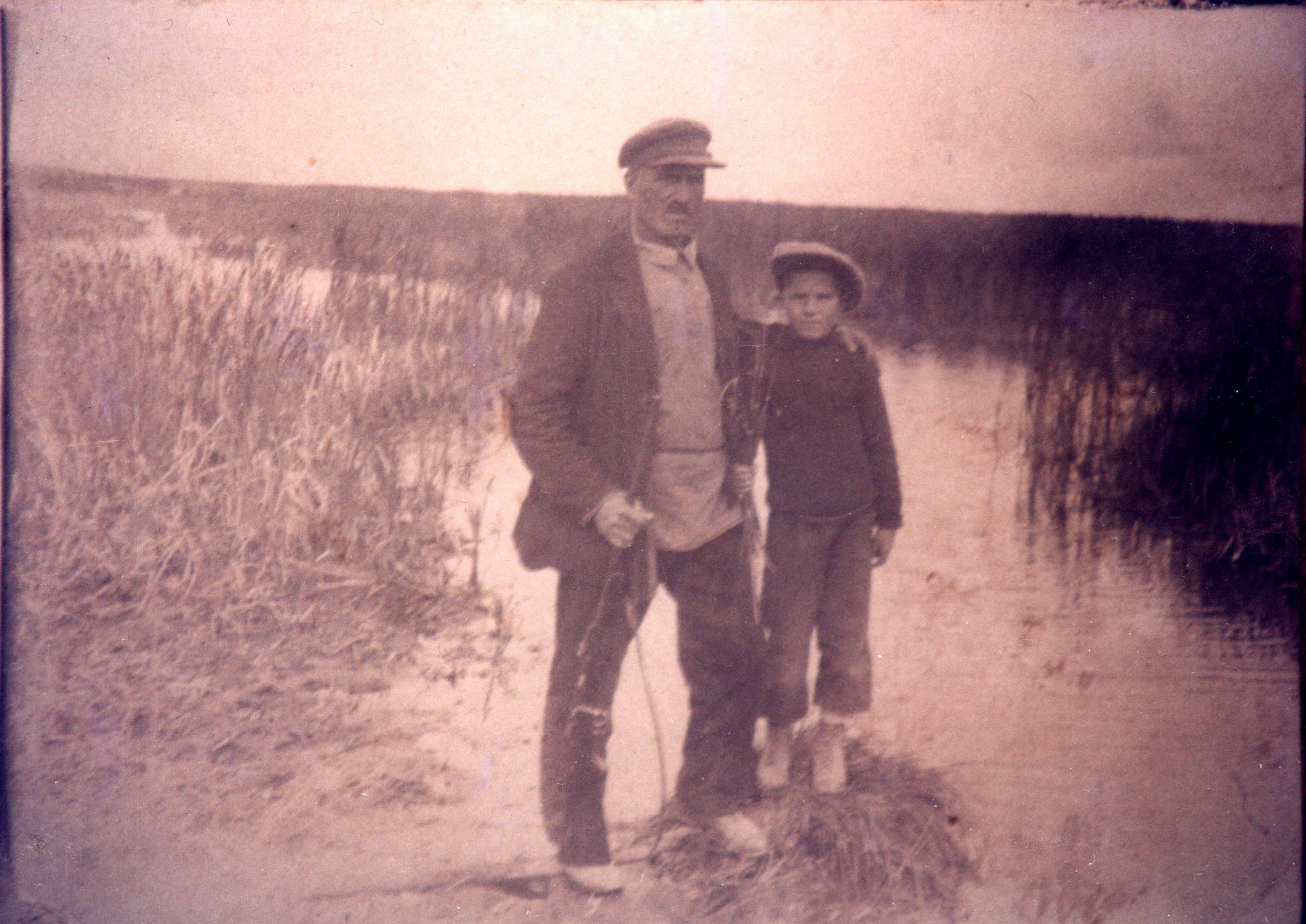
Фрол Воронцов с сыном Дмитрием

Родился в русской крестьянской семье Фрола Ивановича и Пелагеи Ивановны Воронцовых. Рос с братьями Василием и Димитрием и сёстрами Прасковьей, Анной и Евдокией. Родители выезжали в Ригу на заработки, и Тимофей прожил там с ними в 1910—1913 гг. В 1913 году переехали в г. Киев, где отец работал на строительстве Киевского железнодорожного вокзала.
С началом 1-й мировой войны отец был призван в армию, а семья вернулась в Рязанскую губернию. С 1915 года, после смерти деда, Ивана Григорьевича, жили в деревне Кучино. В 1919 г. Т. Воронцов окончил сельскую школу, до 1926 года работал в собственном хозяйстве. В 1924 году по ленинскому призыву вступил в комсомол.
Начало службы
В 1926 г. по комсомольской путёвке поступил в Рязанскую пехотную школу им. Ворошилова, которую окончил в 1929 г. с присвоением звания командира. Служил командиром взвода, с 1931 г. — командиром-политруком роты 1-го полка Московской Пролетарской дивизии. В 1929 году вступил в ВКП(б). С 1933 г. учился на восточном отделении Специального факультета Военной академии РККА имени М. В. Фрунзе, где наряду с военными науками изучал английский и японский языки.
С 1936 г., после окончания с отличием академии, служил в разведотделе Отдельной Краснознамённой Дальневосточной армии (Хабаровск). Специализировался по японской армии, неоднократно докладывал командующему войсками Дальнего Востока Маршалу Блюхеру, о котором сохранил самые хорошие воспоминания. С июня по август 1938 г. — начальник 2-го (информационного) отделения ГО штаба ОКДВА — Дальневосточного фронта.
Был арестован органами НКВД, в связи с чем 23 сентября 1938 г. уволен из Красной Армии. 21 июня 1939 года «восстановлен в кадрах Красной армии в прежней должности начальника 2-го отделения РО 2-й Отдельной Краснознамённой армии» и с июня 1939 г. находился в распоряжении Разведывательного управления РККА.
С января 1940 г. — начальник 4-го отделения (Япония, Маньчжурия, Корея), с сентября того же года — начальник 6-го (дальневосточного) отделения 5-го (Информационного) отдела Разведуправления Генштаба Красной армии.
1941—1945 Великая Отечественная война

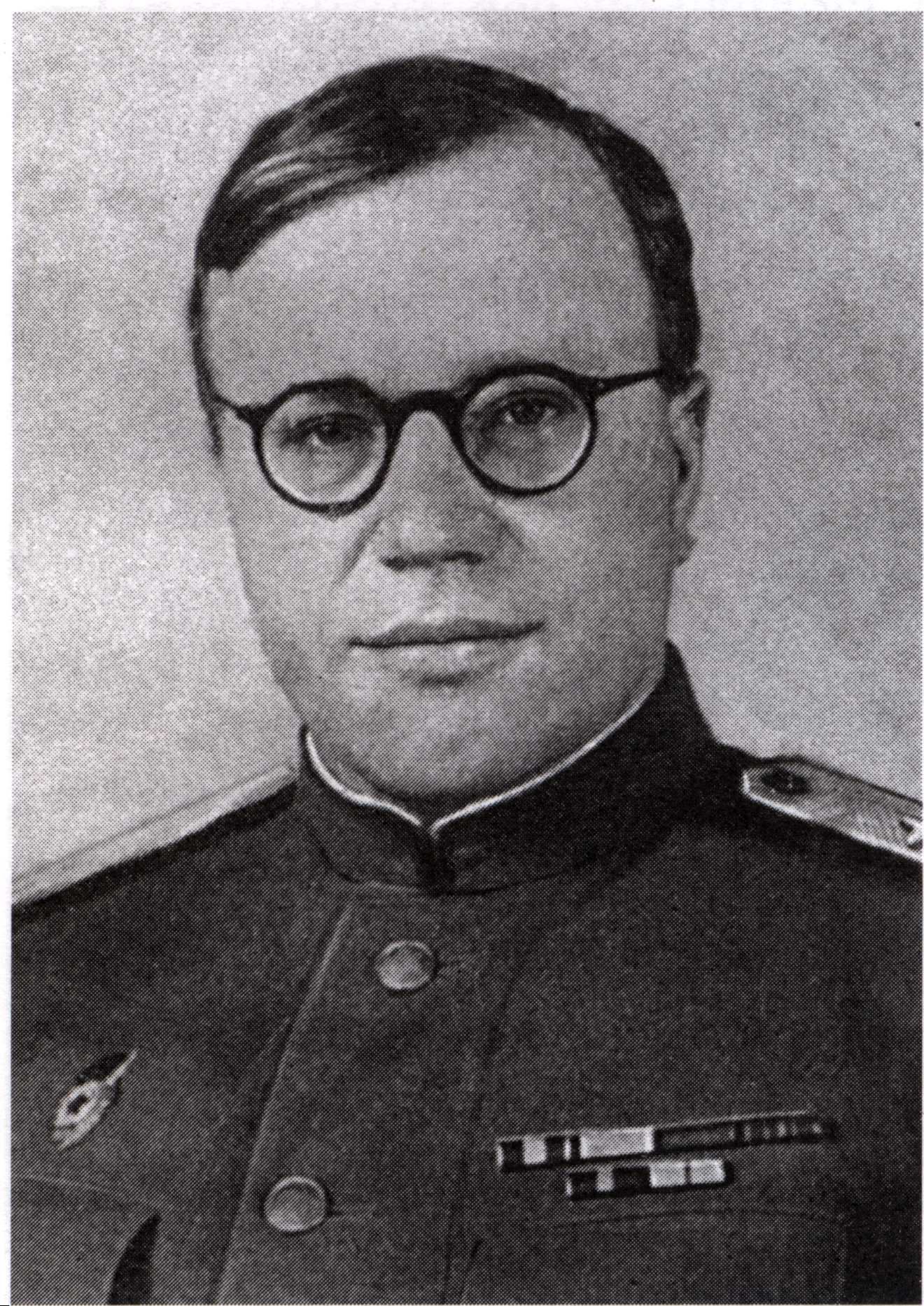
фото военных лет

В июне 1941 г., накануне Великой Отечественной войны, был направлен на преподавательскую работу в только что сформированную Высшую Разведывательную школу. Выезжал на фронт в качестве стажёра.
С мая 1942 года — начальник разведки 9-й Резервной армии, преобразованной в 24-ю, затем — в 4-ю гвардейскую армию. В этой должности прошёл боевой путь от Сталинграда до Вены. В качестве начальника разведки обеспечивал командование армии верными и своевременными данными о противнике в Сталинградской, Курской, Корсунь-Шевченковской, Умань-Крестиновской, Ясско-Кишинёвской, Будапештской и Венской операциях, при форсировании Днепра, Южного Буга, Днестра и Дуная.
1 июля 1945 года Т. Ф. Воронцову присвоено звание генерал-майор.
Участвовал в войне с Японией в качестве направленца Главного командования Дальневосточных войск по 2-му Дальневосточному фронту.
Служба после войны
Преподавал в Высшей специальной школе Генштаба РККА, в последующем преобразованной в Высшие академические курсы с правами высшего учебного заведения. В течение 4 лет был начальником кафедры иностранных государств, затем — заместителем начальника Высших академических курсов по учебной и научной работе.
В отставке

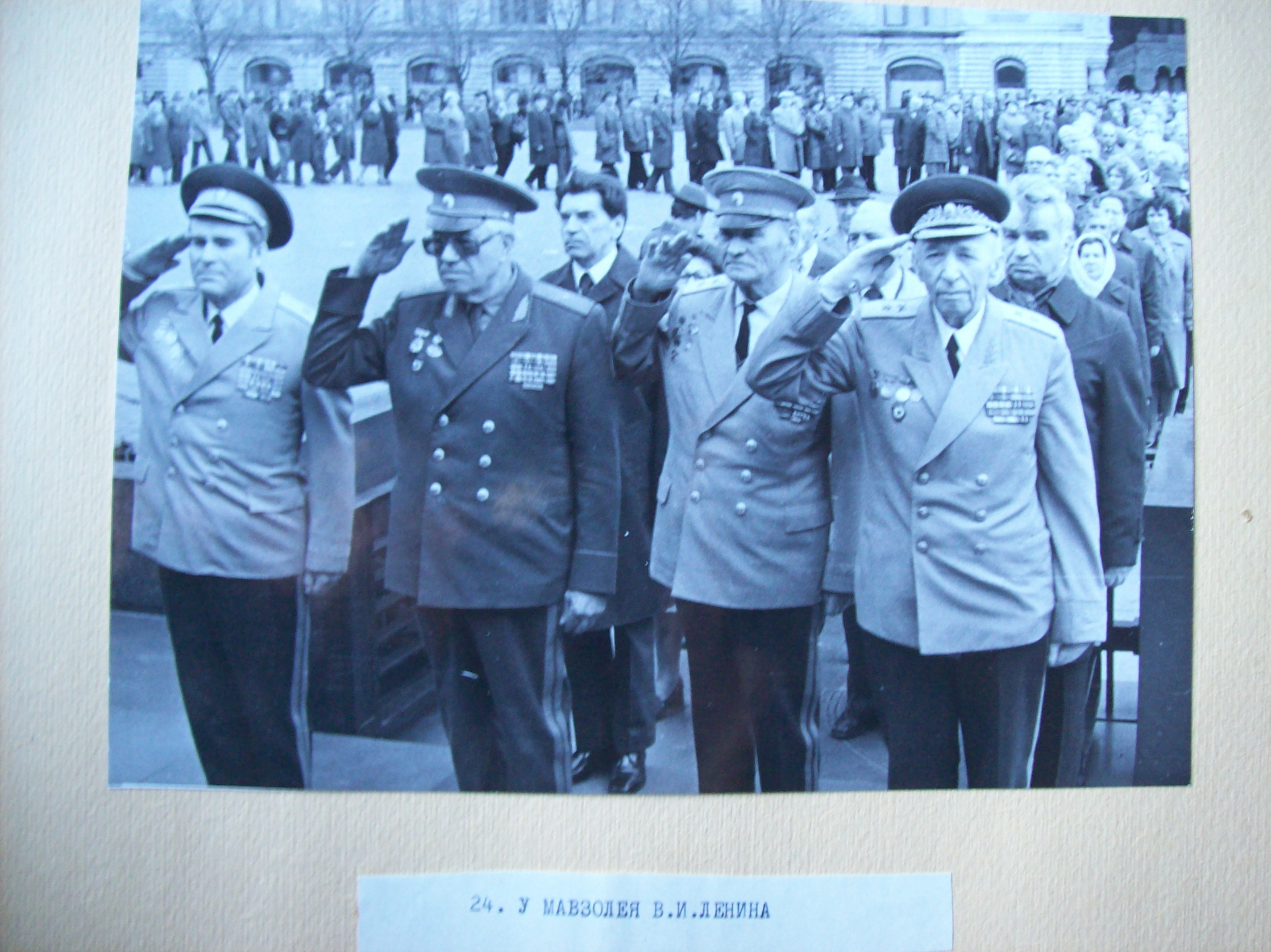
Встреча ветеранов 4 гв. Армии у Мавзолея Ленина

Выйдя в отставку в 1954 г., занимался политическим просвещением на заводах и в учреждениях Киевского района Москвы, работал редактором, членом редколлегии различных газет. Неоднократно избирался членом партийного бюро, парткома, партийной комиссии.
На протяжении 7 лет был председателем Совета ветеранов 4-й гвардейской армии. За этот период был создан музей 4-й гвардейской армии, выпущен нагрудный памятный знак ветерана 4-й гвардейской армии, создана и выпущена фирмой «Мелодия» грампластинка с материалами, посвящёнными 4-й гвардейской армии.
Умер 26 января 1991 года. Похоронен на Троекуровском кладбище Москвы.

## Научная и публицистическая деятельность
Автор учебных пособий, изданных в закрытой печати в период работы в Разведшколе и Генштабе.
Военно-патриотические, публицистические статьи напечатаны в сборниках «Провал операции „Цитадель“», «Корсунь-Шевченковская битва», «В боях за Молдавию», в газете «Красная Звезда».
Неоднократно выступал по Всесоюзному радио и Центральному телевидению.
Избранные публикации
- Воронцов Т. Ф., Бирюков Н. И., Смекалов А. Ф., Шинкарев И. И. От волжских степей до австрийских Альп : Боевой путь 4-й гвардейской армии. — М.: Воениздат, 1971. — 256 с. — 30 000 экз.
  - От Сталинграда до Вены : (от волжских степей до австрийских Альп) : боевой путь 4-й гвардейской (24-й) армии. — 2-е изд., доп. и перераб. — СПб.: Петрополис, 2005. — 329 с. — ISBN 5-9676-0029-9.

## Награды
- орден Ленина
- орден Кутузова II степени (8.1945)
- два ордена Красного Знамени (2.1943, ?)
- орден Богдана Хмельницкого II степени (4.1945)
- три ордена Отечественной войны I степени (11.1943, 9.1944, 5.1985)
- орден Красной Звезды (11.1944)
- 14 медалей, в том числе «За оборону Сталинграда» (1943)), «За взятие Будапешта»
- знак «50 лет пребывания в КПСС»
- Орден «Легион почёта» (США, 1945).